# Ronde van Frankrijk 2008/Dertiende etappe

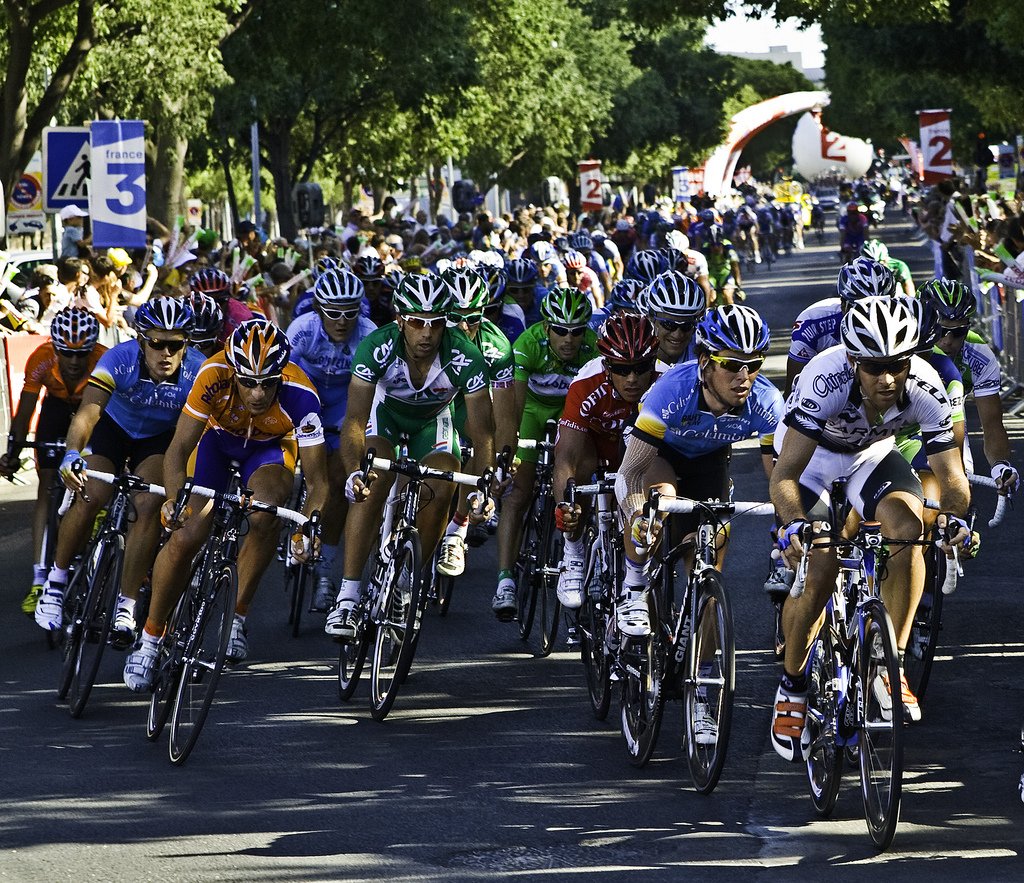
Het peloton in de laatste kilometer

De dertiende etappe van de Ronde van Frankrijk 2008 werd verreden op vrijdag 18 juli 2008 over een afstand van 182 kilometer tussen Narbonne en Nîmes. Gedurende deze rit moesten drie colletjes beklommen worden van de vierde categorie: de Côte de la Resclauze, de Côte de Puéchabon en de Pic Saint-Loup.

## Verloop
Het peloton vertrok om 13.10u. Al na een paar kilometer reden Niki Terpstra en Florent Brard weg uit het peloton. Zij wisten hun voorsprong binnen korte tijd naar meer dan vijf minuten uit te bouwen. Pas toen de twee een voorsprong van bijna tien minuten hadden, begon het peloton de achtervolging, en werd er langzaamaan wat van de voorsprong afgeknabbeld.
Terwijl er een brand was in de reclamekaravaan wisten de twee hun voorsprong toch aardig te behouden. Het peloton nam tijdens de tweede klim echter een hoop tijd op de twee terug. Bij de eerste tussensprint nam Niki Terpstra de punten. Verrassend genoeg was het Juan Antonio Flecha die de derde plaats pakt, om Óscar Freire te sparen, en ook zijn concurrenten geen punten te laten pakken. Vlak voor de tweede sprint sprong Juan Antonio Flecha opnieuw weg uit het peloton, dit keer samen met Stéphane Augé. Flecha liet zich na de tussensprint inlopen, Augé zette door. Ondertussen liet Niki Terpstra zijn medevluchter ter plaatse en ging er in zijn eentje vandoor. Augé kwam aansluiten bij zijn ploegmaat Brard.
Terpstra zette door, zodat zijn voorsprong op het peloton weer groeide naar anderhalve minuut. Ondertussen zette de ploeg van sprinter Sébastien Chavanel, Française des Jeux, de achtervolging in: Augé en Brard werden gegrepen. Tien kilometer voor de streep werd er een einde aan de mooie poging vanTerpstra : hij werd opgeslokt door het peloton. Het peloton leek weer af te steven op een massasprint. Maar Sylvain Chavanel ontsnapte en zorgde ervoor dat de vaart in het peloton flink werd opgevoerd. Omdat het parcours lastig was met veel rotondes en smalle bochten, viel een aantal renners.
Sylvain Chavanel werd op 3 kilometer van de streep weer ingerekend. Het peloton naderde de finish, Team Milram zette zich op kop om Erik Zabel veilig af te zetten in de laatste kilometer. Crédit Agricole nam de laatste kilometer voor haar rekening: Thor Hushovd werd ideaal gepiloteerd naar de laatste hectometers. Robbie McEwen ging aan op 250 meter van de streep, maar toen Mark Cavendish aanzette, moest hij zich gewonnen geven. Cavendish behaalde met groot gemak zich vierde overwinning in deze Tour. Robbie McEwen werd tweede, Romain Feillu vervolledigde het podium. Óscar Freire behield zijn groene trui door voor zijn concurrenten op de vijfde plaats te eindigen. Aan de top van het algemeen klassement waren er geen wijzigingen.

### Tussensprints
| Tussensprint Saint-Bauzille-de-Montmel na 139.5 km |                     |        |
| Plaats                                             | Naam                | Punten |
| Winnaar                                            | Niki Terpstra       | 6      |
| 2                                                  | Florent Brard       | 4      |
| 3                                                  | Juan Antonio Flecha | 2      |

| Tussensprint Villevieille na 155.5 km |               |        |
| Plaats                                | Naam          | Punten |
| Winnaar                               | Niki Terpstra | 6      |
| 2                                     | Florent Brard | 4      |
| 3                                     | Stéphane Augé | 2      |

### Bergsprints
| Beklimming Côte de la Resclauze na 62 km | Beklimming Côte de la Resclauze na 62 km | Beklimming Côte de la Resclauze na 62 km | 4e cat. 2,7 km à 4,4 % | 4e cat. 2,7 km à 4,4 % |
| Plaats                                   | Naam                                     | Naam                                     | Punten                 |                        |
| Winnaar                                  | Florent Brard                            | Florent Brard                            | 3                      |                        |
| 2                                        | Niki Terpstra                            | Niki Terpstra                            | 2                      |                        |
| 3                                        | Sebastian Lang                           | Sebastian Lang                           | 1                      |                        |

| Beklimming Côte de Puéchabon na 105.5 km | Beklimming Côte de Puéchabon na 105.5 km | Beklimming Côte de Puéchabon na 105.5 km | 4e cat. 2,5 km à 5,2 % | 4e cat. 2,5 km à 5,2 % |
| Plaats                                   | Naam                                     | Naam                                     | Punten                 |                        |
| Winnaar                                  | Florent Brard                            | Florent Brard                            | 3                      |                        |
| 2                                        | Niki Terpstra                            | Niki Terpstra                            | 2                      |                        |
| 3                                        | Bernhard Kohl                            | Bernhard Kohl                            | 1                      |                        |

| Beklimming Pic Saint-Loup na 126 km | Beklimming Pic Saint-Loup na 126 km | Beklimming Pic Saint-Loup na 126 km | 4e cat. 1,2 km à 4,7 % | 4e cat. 1,2 km à 4,7 % |
| Plaats                              | Naam                                | Naam                                | Punten                 |                        |
| Winnaar                             | Florent Brard                       | Florent Brard                       | 3                      |                        |
| 2                                   | Niki Terpstra                       | Niki Terpstra                       | 2                      |                        |
| 3                                   | Sebastian Lang                      | Sebastian Lang                      | 1                      |                        |

## Uitslag
| rang | renner             | land                | ploeg                 | tijd       |
| ---- | ------------------ | ------------------- | --------------------- | ---------- |
| 1    | Mark Cavendish     | Verenigd Koninkrijk | Columbia              | 4u 25' 42" |
| 2    | Robbie McEwen      | Australië           | Silence-Lotto         | z.t.       |
| 3    | Romain Feillu      | Frankrijk           | Agritubel             | z.t.       |
| 4    | Heinrich Haussler  | Duitsland           | Gerolsteiner          | z.t.       |
| 5    | Óscar Freire       | Spanje              | Rabobank              | z.t.       |
| 6    | Thor Hushovd       | Noorwegen           | Crédit Agricole       | z.t.       |
| 7    | Leonardo Duque     | Colombia            | Cofidis               | z.t.       |
| 8    | Erik Zabel         | Duitsland           | Milram                | z.t.       |
| 9    | Julian Dean        | Nieuw-Zeeland       | Garmin-Chipotle       | z.t.       |
| 10   | Sébastien Chavanel | Frankrijk           | La Française des Jeux | z.t.       |

## Strijdlustigste renner
| renner        | land      | ploeg       |
| ------------- | --------- | ----------- |
| Niki Terpstra | Nederland | Team Milram |

## Algemeen klassement
| rang | renner                | land             | ploeg                  | tijd        |
| ---- | --------------------- | ---------------- | ---------------------- | ----------- |
|      | Cadel Evans           | Australië        | Silence-Lotto          | 54u 48' 47" |
| 2    | Fränk Schleck         | Luxemburg        | Team CSC - Saxo Bank   | op 1"       |
| 3    | Christian Vande Velde | Verenigde Staten | Team Garmin - Chipotle | op 38"      |
| 4    | Bernhard Kohl         | Oostenrijk       | Team Gerolsteiner      | op 46"      |
| 5    | Denis Mensjov         | Rusland          | Rabobank               | op 57"      |
| 6    | Carlos Sastre         | Spanje           | Team CSC - Saxo Bank   | op 1' 28"   |
| 7    | Kim Kirchen           | Luxemburg        | Team Columbia          | op 1' 56"   |
| 8    | Vladimir Jefimkin     | Rusland          | AG2R                   | op 2' 32"   |
| 9    | Mikel Astarloza       | Spanje           | Euskaltel-Euskadi      | op 3' 51"   |
| 10   | Vincenzo Nibali       | Italië           | Liquigas               | op 4' 18"   |

## Nevenklassementen

### Puntenklassement
| rang | renner         | land                | ploeg           | punten |
| ---- | -------------- | ------------------- | --------------- | ------ |
|      | Óscar Freire   | Spanje              | Rabobank        | 184    |
| 2    | Mark Cavendish | Verenigd Koninkrijk | Team Columbia   | 156    |
| 3    | Thor Hushovd   | Noorwegen           | Crédit Agricole | 156    |

### Bergklassement
| rang | renner         | land       | ploeg              | punten |
| ---- | -------------- | ---------- | ------------------ | ------ |
|      | Sebastian Lang | Duitsland  | Team Gerolsteiner  | 60     |
| 2    | Bernhard Kohl  | Oostenrijk | Team Gerolsteiner  | 57     |
| 3    | Fränk Schleck  | Luxemburg  | Team CSC-Saxo Bank | 46     |

### Jongerenklassement
| rang | renner          | land     | ploeg    | tijd        |
| ---- | --------------- | -------- | -------- | ----------- |
|      | Vincenzo Nibali | Italië   | Liquigas | 54u 53' 05" |
| 2    | Maxime Monfort  | België   | Cofidis  | op 2' 49"   |
| 3    | Roman Kreuziger | Tsjechië | Liquigas | op 2' 53"   |

### Ploegenklassement
| rang | ploeg                | land       | tijd         |
| ---- | -------------------- | ---------- | ------------ |
|      | Team CSC - Saxo Bank | Denemarken | 164u 18' 31" |
| 2    | AG2R                 | Frankrijk  | op 4' 49"    |
| 3    | Team Gerolsteiner    | Duitsland  | op 15' 23"   |

1e etappe ·
2e etappe ·
3e etappe ·
4e etappe ·
5e etappe ·
6e etappe ·
7e etappe ·
8e etappe ·
9e etappe ·
10e etappe ·
11e etappe ·
12e etappe ·
13e etappe ·
14e etappe ·
15e etappe ·
16e etappe ·
17e etappe ·
18e etappe ·
19e etappe ·
20e etappe ·
21e etappe
Startlijst · Eindstanden · Afbeeldingen